# Tracy-Bocage
Tracy-Bocage ist eine französische Gemeinde mit 305 Einwohnern (Stand: 1. Januar 2022) im Département Calvados in der Region Normandie. Sie gehört zum Arrondissement Vire und zum Kanton Les Monts d’Aunay. 

## Geografie
Tracy-Bocage liegt rund 25 Kilometer westsüdwestlich von Caen und 27 Kilometer südsüdöstlich von Bayeux. Umgeben wird die Gemeinde von Saint-Louet-sur-Seulles im Norden, Villy-Bocage im Nordosten, Villers-Bocage im Osten, Maisoncelles-Pelvey im Südosten, Saint-Georges-d’Aunay im Süden, Coulvain im Südwesten, Cahagnes im Westen sowie Amayé-sur-Seulles im Westen und Nordwesten.

## Bevölkerungsentwicklung
| Jahr                             | 1962 | 1968 | 1975 | 1982 | 1990 | 1999 | 2006 | 2013 |
| Einwohner                        | 220  | 206  | 201  | 244  | 258  | 297  | 337  | 311  |
| Quelle: Cassini, EHESS und INSEE |      |      |      |      |      |      |      |      |

## Sehenswürdigkeiten
- Kirche Saint-Raven-et-Saint-Rasiphe aus dem 13. Jahrhundert, Umbauten aus dem 15. Jahrhundert

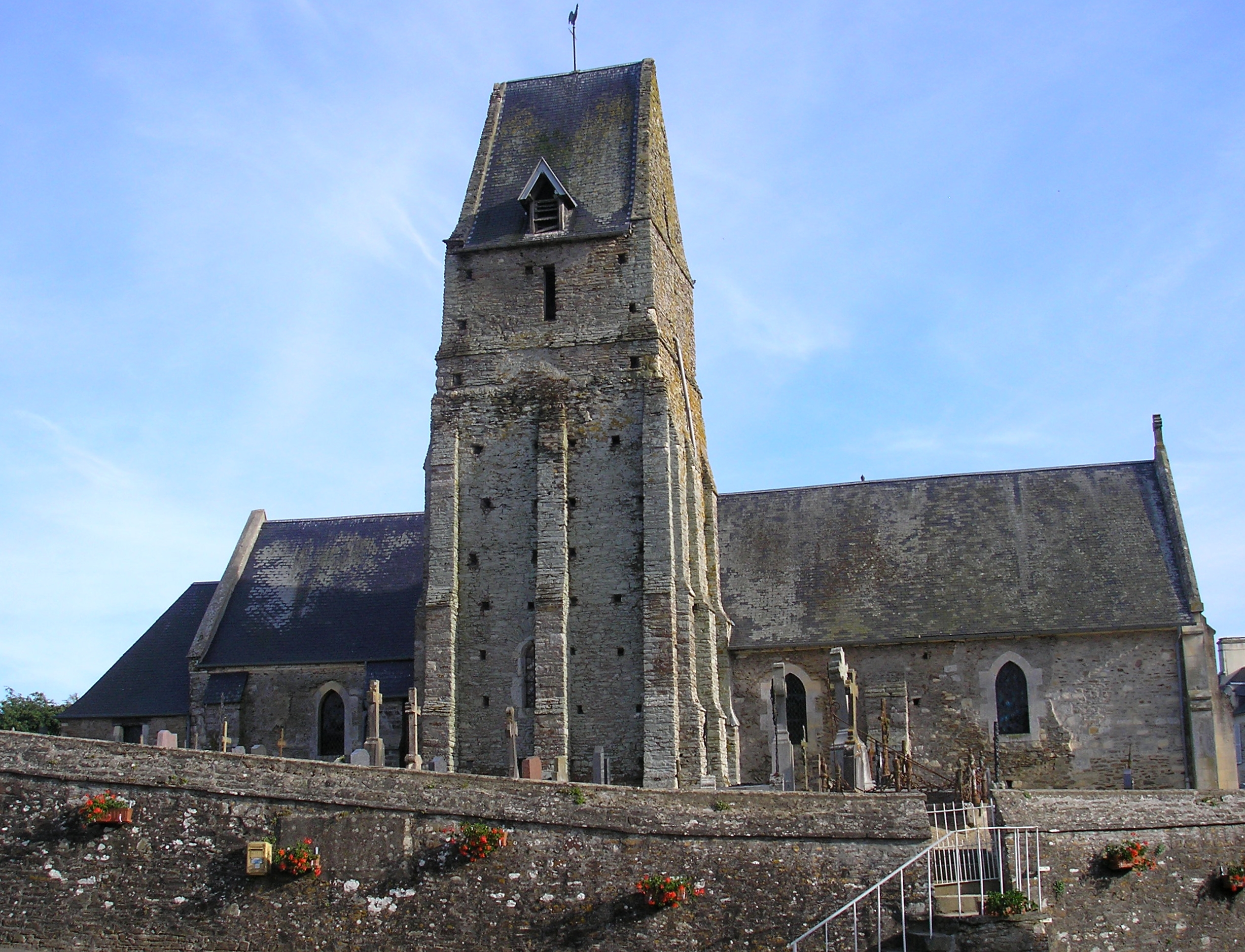
Kirche Saint-Raven-et-Saint-Rasiphe

- Herrenhaus von La Queue de Renard